# Bergbasilika
Bergbasilika (Ocimum kilimandscharicum) är en kransblommig växtart som beskrevs av John Gilbert Baker och Robert Louis August Maximilian Gürke. Bergbasilika ingår i basilikasläktet som ingår i familjen kransblommiga växter. Inga underarter finns listade i Catalogue of Life.